# Koro (Côte d'Ivoire)
Koro, en Côte d’Ivoire, dans le pays Mahou, a été fondé par El-Hadji Moussa Bakayoko entre le XIVe siècle et le XVIe siècle,,. Ce dernier est à ce titre le Mèman, signifiant l’Ancêtre, de tous les descendants du village de Koro. Mèman El-Hadji Moussa Bakayoko fut sept fois le pèlerinage à la Mecque à une époque où le voyage se faisait à pieds puis dans des caravanes. Il est le walid, c'est-à-dire le Saint, qui a tracé les sillons de la richesse culturelle et spirituelle du terroir.
Le nom Koro donné au village, provient d’un arbre appelé Korokoro-soun dans le dialecte local. Le nom scientifique du Korokoro-soun est l’afrormoxia laxiflora. C’est près de cet arbre que Mèman El-Hadji Moussa Bakayoko a fondé son village.
À la création du village, il n’y avait pas de sources d’eau pour l’approvisionnement en eau. Pour remédier à cela, Mèman El-Hadji Moussa Bakayoko pria et implora Allah Subhanahu wa ta'ala. À la suite de ses prières, l’eau jaillit miraculeusement du sol près d’une termitière qui était située à l’entrée du village. Cette source miraculeuse forma la rivière Yirima située à l’entrée de Koro. Le nom Yirima donné à la rivière signifie Espoir.
Le dialecte de la langue Mahouka qui est parlée à Koro et dans les environs à savoir Baké, Babouèsso, Nigbila, Kountiguisso, Moako et Massala est le Koroka. Comme tous les sept autres dialectes du Mahouka, le Koroka se distingue par un accent particulier. Les hommes et les femmes originaires du village de Koro sont également appelés Koroka.
Le village dispose depuis plusieurs dizaines d’années d’une mosquée moderne construite par la communauté. Avant la construction du centre culturel du village, le lieu de rassemblement des jeunes pour échanger était Sia-kôo. Le nom donné à cette place qui existe encore de nos jours signifie Sous le Baobab. Sia-kôo héberge aujourd’hui la gare routière de Koro.

## Situation Géographique
Koro est situé au nord-ouest de la Côte d’Ivoire, dans le pays Mahou. Il constitue avec Touba et Ouaninou, l’un des trois départements de la région du Bafing. Koro est à 40 km au Nord de Touba, la capitale du Bafing, en bordure de l’axe bitumé reliant Man et Odienné ; la A7.
Globalement, Koro est situé à un carrefour qui permet de rejoindre Touba vers le Sud, Borotou vers le Nord, Booko vers le Nord-ouest et le complexe sucrier de Borotou-Koro vers l’Est.

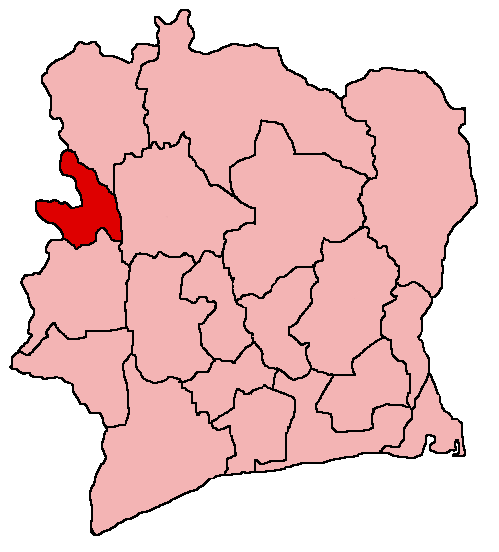
Le Bafing: région d’origine des Mahou de Côte d’Ivoire

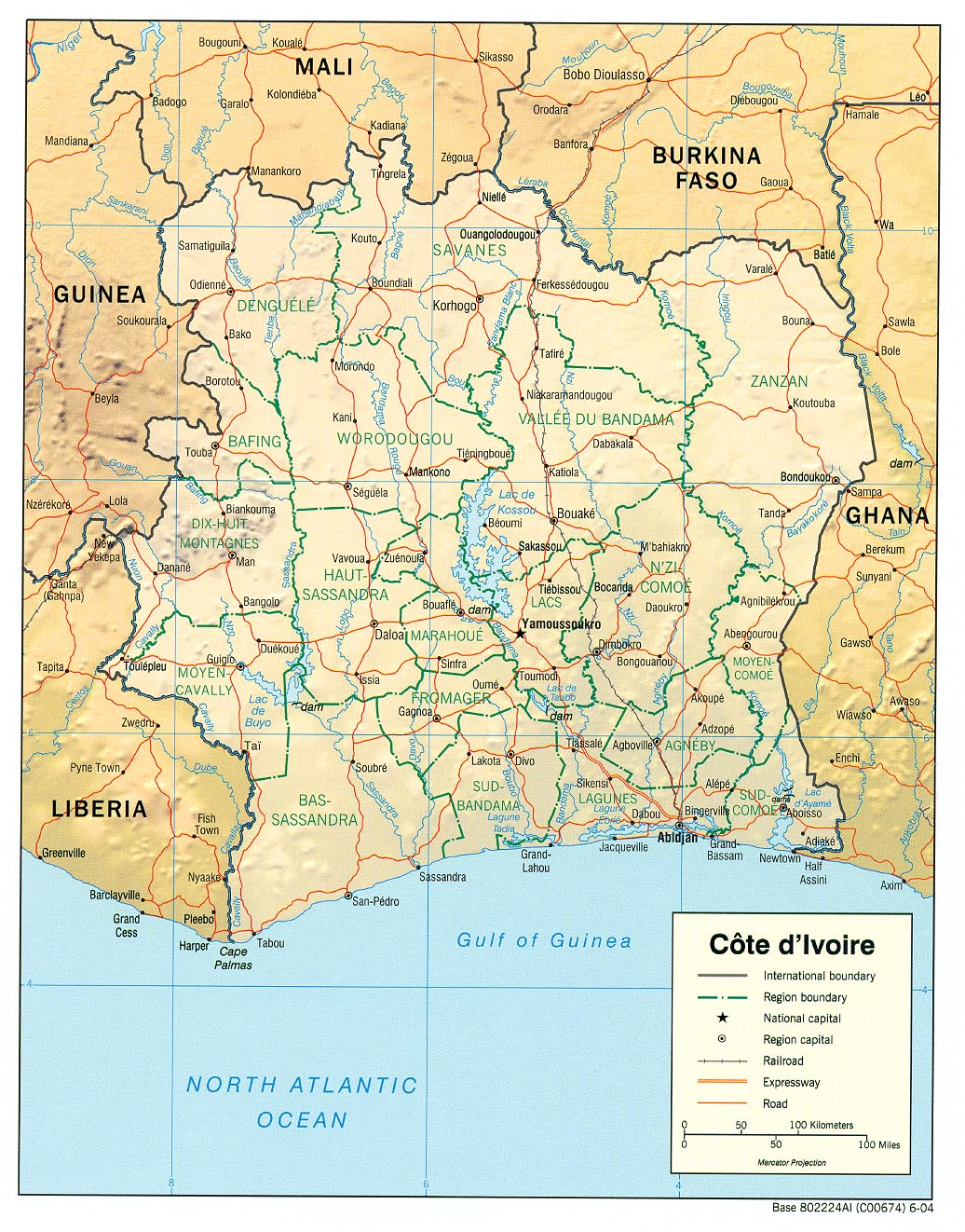
La A7: reliant Man à Odienné en traversant le Bafing

## Terre de Pèlerinage du Pays Mahou
Koro est une terre de pèlerinage pour les habitants du pays Mahou. Elle tire cette reconnaissance de la piété de son fondateur, Mèman El-Hadji Moussa Bakayoko dont le Mausolée est un lieu de recueillement. Le Mausolée est situé au sein du village à un endroit appelé Mèman-tou signifiant Forêt ancestrale. La tombe est recouverte de sable graviers concassés et est entourée de quatre murs peints en blanc, d’environ 1 à 1,5 m de hauteur avec une entrée.
Les habitants du pays Mahou et d’ailleurs viennent s’y recueillir pour solliciter des bénédictions. Certaines personnes y viennent pour prendre le La-youu ou Engagement verbal dans le but de trouver une solution à un problème particulier. La demande relative au La-youu doit cependant être légitime (ex. avoir un enfant) et le La-youu doit être respecté par celui qui fait la demande.
Les Présidents Félix Houphouët-Boigny, Henri Konan Bédié et Laurent Gbagbo ont effectué des visites d’État à Koro. Ils ont visité le mausolée.

## Célébrations et Traditions

### Célébrations
En plus du Maouloud localement appelé Lomba, de la fête de Ramadan et de la fête de Tabaski, il existe à Koro deux autres célébrations annuelles importantes. Ces deux célébrations sont devenues presque des traditions. Elles forment avec le Lomba trois occasions de rassembler chaque année les villageois et la diaspora.
La première célébration est l’Accueil des Pèlerins revenant de la Mecque. Elle consiste à rassembler tous les pèlerins revenus de la Mecque; ceux qui vivent au village et ceux de la diaspora, pour célébrer ensemble le retour. Au cours de cet évènement, les pèlerins vêtus de blanc implorent la bénédiction divine pour la communauté et pour la prospérité du village. Le Koukouba, danse traditionnelle du terroir est également de la partie. Le rassemblement a lieu dans les 45 jours de la fin du pèlerinage. Selon les recommandations de l’islam, cette période de 45 jours est la meilleure période pour le pèlerin d’implorer la bénédiction divine pour sa communauté. L’Accueil des Pèlerins, évènement qui se déroule annuellement à Koro, a été initié depuis l’époque des ancêtres.
La seconde célébration est le Sacrifice Annuel en l’honneur des ancêtres. Ce rite organisé par chaque Kabla consiste en l’immolation d’un bœuf en l’honneur des ancêtres pour solliciter de ceux-ci des bénédictions. Il a en général lieu à quelques semaines du mois de Ramadan. Le Sacrifice Annuel demande la participation de tous les membres du Kabla ; ceux qui vivent au village et ceux de la diaspora.

### Chefferie Traditionnelle
Comme il est de coutume dans tout le pays Mahou, la chefferie traditionnelle à Koro est exercée par une lignée. Le rôle de chef de village de Koro revient exclusivement aux Bakayoko, descendants de la lignée de Mèman El-Hadji Moussa Bakayoko. Les Bakayoko à Koro et dans tout le pays Mahou jouissent de l’aura et de la piété de Mèman El-Hadji Moussa Bakayoko. Ils sont considérés comme de grands maîtres coraniques.
Kassoum Bakayoko est l’actuel "Sotii" de Koro, c'est-à-dire le chef de village. Il succéda à Mamadou Bakayoko en 2011. Mamadou succéda à Sekola Bakayoko. Ce dernier succéda à Kafoumba Bakayoko. Il y a eu d’autres chefs entre Kafoumba et Mèman El Hadji Moussa Bakayoko. Parmi ceux-ci, on peut citer Vassiafa Bakayoko qui succéda à Mèman El Hadji Moussa Bakayoko.

## Principaux Kabla du village de Koro
Le Tableau 1 résume six Kabla du village de Koro identifiés par leurs Dyamou ou Sia en langue locale (signifiant nom de famille) et par leurs noms d’Éloge. Ces Kabla qui cohabitent depuis plusieurs siècles sont unis par les liens ancestraux et par les mariages inter-Kabla.
Des anomalies administratives dans l’écriture de certains noms ont conduit à des variantes. On a par exemple au moins quatre variantes du Sia Bakayoko à Koro. Tous les porteurs de ces noms appartiennent, cependant, au Kabla Bakayoko car ils ont le même ancêtre. Il s’agit des noms Bagayogo, Bayogo, Bayo et Bayoko. On trouve également chez les Kallo les variantes que sont : Kalo, Kalogo ou encore Kaloko.
Les Chérif de Koro portent communément le Sia Traoré à la différence de ceux du village de Babouesso situé à environ 4 km de Koro. Certains Kallo portent le Sia Doukouré. Ces deux derniers exemples sont en fait des équivalences de Sia établies par des alliances depuis les temps médiévaux.
| No. | Nom de Kabla | Variante du Nom                | Nom d’Éloge      | Nom Equivalent  |
| --- | ------------ | ------------------------------ | ---------------- | --------------- |
| 1   | Bamba        |                                | Djoukoulou-Bamba |                 |
| 2   | Bakayoko     | Bagayogo, Bayo, Bayogo, Bayoko | Layimusa-moini   |                 |
| 3   | Doumbia      | Doumouya                       | Koman            | Kourouma        |
| 4   | Kallo        | Kalo, Kalogo, Kaloko           | Yangouba         | Doukouré        |
| 5   | Soumahoro    | Soumaoro                       |                  | Kanté           |
| 6   | Traoré       |                                |                  | Chérif, Sérifou |

## Du statut de Village au statut de Département
Le village de Koro a connu un développement rapide à partir de 1980. La notion de développement a été prise en compte dès le lotissement. Avant l'émergence des cadres, les ressortissants du village vivant sur place et ceux de la diaspora (en majorité des commerçants et des transporteurs), ont participé à la construction des maisons en dur. Cela a été possible par la volonté commune de s'entraider pour construire les nouvelles habitations et de détruire les cases en banco.
Le passage du modèle d’habitat rural au modèle citadin a été suivi par l’électrification et l’adduction d’eau potable. Le réseau téléphonique y est arrivé vers la fin des années 1990. L'émergence des cadres rassemblés au sein de l’Association des Ressortissants de la Sous Préfecture de Koro (ASRSKO) a apporté un plus à la structure des logements.
Du village de Koro est né :
- La sous-préfecture de Koro en 1995 ;
- La commune de Koro en 1995 ; et
- Le département de Koro en 2008[5].

La commune de Koro dispose d’une préfecture, d’un hôpital général et d’un collège. Le Tableau 2 présente les élus locaux de Koro depuis 1995.
| Nom                     | Action                                                                                                 |
| ----------------------- | --- |
| Moussa Kallo            | Ancien député du Parti Démocratique de Côte d’Ivoire (PDCI) de 1995 à 1999. (Profession : Vétérinaire) |
| Vamogo Bagayogo         | Ancien secrétaire général du PDCI section Borotou-Koro, premier maire en 1995.                         |
| Namory Soumahoro        | Élu Maire en 2001 pour le Rassemblement des Républicains (RDR) de 2001 - 2013. (Profession : Assureur) |
| Ibrahima Bakayoko       | Élu député en décembre 2011 pour le Rassemblement des Républicains (RDR). (Profession : Architecte )   |
| Youssouf Soumahoro      | Élu maire le 22 avril 2013 à titre d'indépendant (profession : médecin)                                |
| Abdoul Dramane Bakayoko | Élu maire le 13 octobre 2018 pour le RHDP (profession : ingénieur)                                     |
| Youssouf Soumahoro      | Élu député le 6 mars 2021 pour le RHDP (profession : médecin)                                          |
| Abdoul Dramane Bakayoko | Réélu maire le 2 septembre 2023 pour le RHDP (profession : ingénieur)                                  |

## Activités Économiques

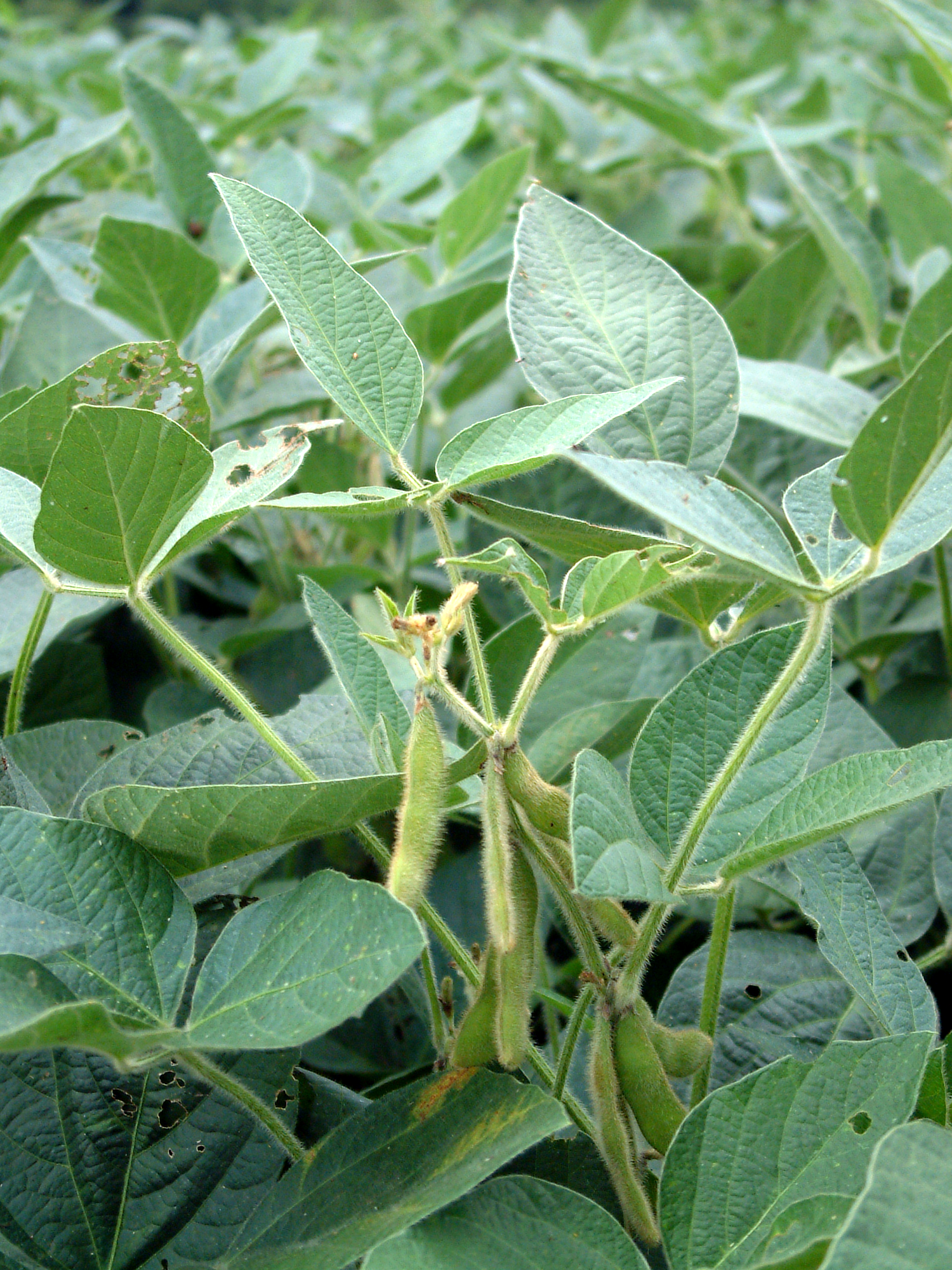
Les Feuilles des plantes de Soja: Matière première riche en azote, utilisée dans l’alimentation animale.

Les principales activités économiques à Koro sont : l’élevage, le commerce, l’agriculture et l’agro-industrie. On y pratique l’élevage des bovins et des ovins. Le marché se tient chaque jeudi. Les cultures de rentes sont la canne à sucre, le soja, le riz et l’anacarde. Le nombre de plantations villageoises de canne à sucre est estimé à 972.

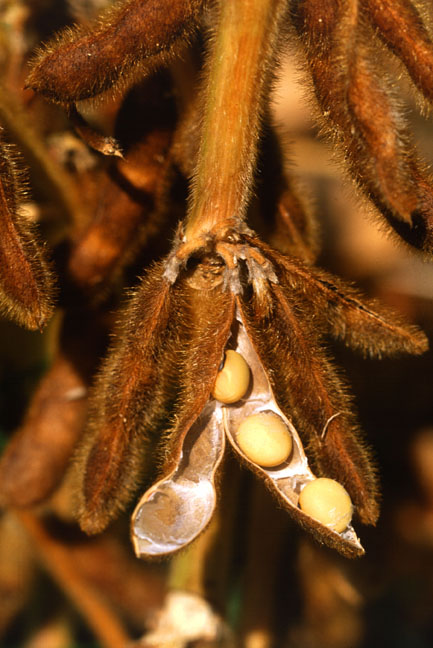
Les Graines de Soja : Matière première riche en azote, utilisée dans l’alimentation humaine, notamment la production de lait et d’huile de soja.

Une entreprise de production de sucre est installée à l’Est de Koro ; c’est le complexe sucrier de Borotou-Koro. Le complexe est situé à environ 25 km de la ville de Koro et à 47 km de Borotou. Il est opérationnel depuis 1978-1979. Ce complexe, géré depuis 1997 par le groupe privé Sucrivoire, a une capacité de production comprise entre 30 000 et 40 000 tonnes de sucre par an. Il est approvisionné par les 972 plantations villageoises de canne à sucre.

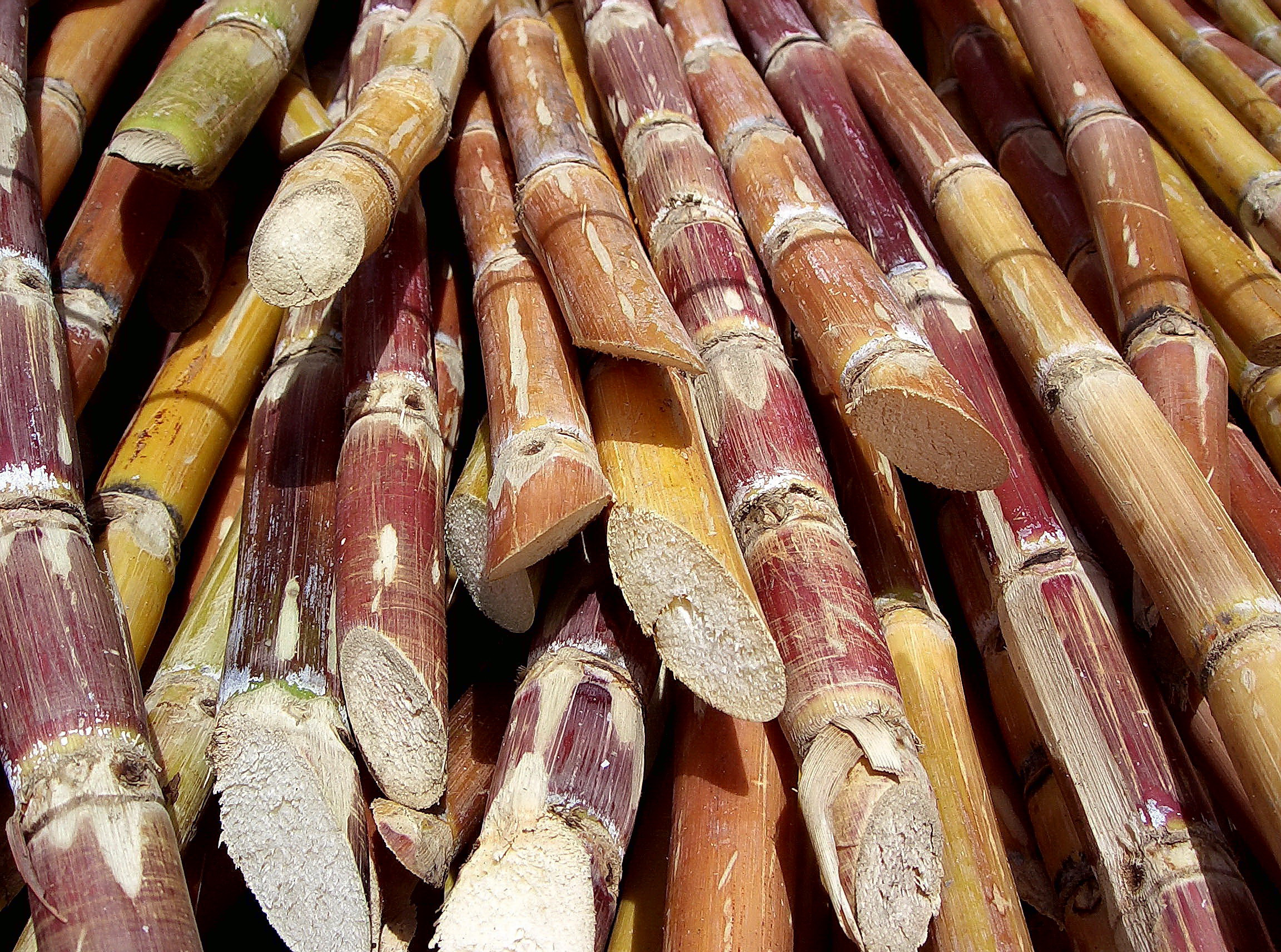
La Canne à sucre : Matière première utilisée pour la production de sucre à Borotou-Koro.